# 硬毛大理翠雀花
硬毛大理翠雀花（学名：Delphinium taliense var. hirsutum）为毛茛科翠雀属下的一个变种。

## 扩展阅读
- 維基物種上的相關：硬毛大理翠雀花